# Blason de Totatiche

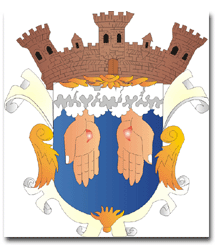

Le blason de Totatiche  est de forme espagnole. Son adoption comme blason de la ville mexicaine de Totatiche fut officialisée en 1988.

## Description
(juin 2019).
D'azur...

## Signification
Les deux mains tendues vers le fond azur (bleu ciel) symbolise les mains de Dieu, et son caractère paternel et généreux avec ses fidèles.
L'azur et les nuages représentent les cieux.

## Auteur
L'auteur de ce blason est Maître Gabriel de Jesús Camarena y Gutiérrez de Lariz, qui l'a élaboré en mars 1988.